# Fórmula de mostreig d'Ewens
En la genètica de poblacions, la fórmula de mostreig d'Ewens descriu les probabilitats associades amb els recomptes de la quantitat d'al·lels diferents que s'observen en un nombre determinat de vegades a la mostra.

## Definició
La fórmula de mostreig d'Ewens, presentada per Warren Ewens, estableix que en determinades condicions (especificades a continuació), si una mostra aleatòria de n gàmetes es pren d'una població i es classifica segons el gen en un locus determinat, la probabilitat que hi hagi a1 al·lels representats una vegada a la mostra, i a₂ al·lels representats dues vegades, i així successivament, és
{\displaystyle \operatorname {Pr} (a_{1},\dots ,a_{n};\theta )={n! \over \theta (\theta +1)\cdots (\theta +n-1)}\prod _{j=1}^{n}{\theta ^{a_{j}} \over j^{a_{j}}a_{j}!},}
per a un nombre positiu θ que representa la taxa de mutació de la població, sempre que a1, ..., ak sigui una seqüència d'enters no negatius tal que
{\displaystyle a_{1}+2a_{2}+3a_{3}+\cdots +ka_{k}=\sum _{k}ka_{k}=n.\,}
La frase «en determinades condicions» usada anteriorment es fa precisa amb els següents supòsits:
- La mida de la mostra n és petita en comparació amb la mida de tota la població; i
- La població està en equilibri estadístic sota la mutació i la deriva genètica, i el paper de la selecció en el locus en qüestió és insignificant; i
- Tot al·lel mutante és nou. (Vegeu també el model d'al·lels infinits).

Aquesta és una distribució de probabilitat en el conjunt de totes les particions de l'enter n. Entre els probabilistes i els estadístics, sovint es coneix com la distribució d'Ewens multivariant.

## Propietats matemàtiques
Quan θ = 0, la probabilitat que tots els n gens siguin els mateixos és 1. Quan θ = 1, llavors la distribució és precisament la de la partició entera induïda per una permutació aleatòria uniformement distribuïda. Quan θ → ∞, la probabilitat que dos n gens siguin els mateixos s'apropa a 1.
Aquesta família de distribucions de probabilitat gaudeix de la propietat que si després es prenen n de la mostra, m dels n gàmetes es trien sense reemplaçar, la distribució de probabilitat resultant en el conjunt de totes les particions del menor nombre enter m és just el que la fórmula anterior donaria si m es posa en lloc de n.
La distribució d'Ewens sorgeix naturalment del procés del restaurant xinès.